# Bandiera di Danzica
La bandiera di Danzica è di forma rettangolare, con proporzione 5/8, di sfondo rosso con nell'angolo in alto a sinistra una corona d'oro e due croci d'argento sottostanti, disposte in una colonna. L'attuale versione della bandiera è stata adottata ufficialmente dal consiglio comunale il 1º agosto 1996.

## Storia
L'idea di una bandiera per Danzica risale al XIII secolo, quando alcune navi issavano stendardi simili nel design ad alcuni elementi rappresentativi della città, sebbene la scarsa qualità dei disegni e delle riproduzioni ne renda difficile l'identificazione precisa. Le due croci presenti sulla bandiera provengono probabilmente da un gonfalone issato a poppa su alcune di queste navi. Le croci erano originariamente disposte una accanto all'altra, su un vessillo rosso a coda di rondine, sebbene nella seconda metà del XIII secolo la disposizione fu modificata in una bandiera rettangolare con orientamento verticale, con una croce sopra l'altra, simile a quella di Elbląg, un'altra città portuale, la cui bandiera era identica tranne che per la metà superiore, bianca con una croce rossa. Questa bandiera rettangolare fu utilizzata dalle truppe che combatterono nella battaglia di Grunwald, avvenuta nel 1410, come riportato nell'opera dello storico Jan Długosz. Veniva utilizzato anche dalle navi dell'epoca, tra cui la Peter von Danzig, una grande caracca della flotta della Lega Anseatica.

## Galleria d'immagini

Stendardo anseatico di Danzica
Bandiera della Repubblica di Danzica
Bandiera della Città Libera di Danzica